# Фискальные марки Британского Сомалиленда
Британский Сомалиленд, британский протекторат на территории современного Сомалиленда, выпускал гербовые или фискальные марки в период с 1900 года по 1904 год. Все фискальные марки Сомалиленда представляли собой фискальные марки Индии с надпечаткой англ. «BRITISH SOMALILAND» («Британский Сомалиленд»).
На марках судебного сбора Британской Индии с изображением королевы Виктории (изначально выпущенных в 1882 году) были сделаны надпечатки для использования в Британском Сомалиленде в период с 1900 года по 1903 год. Существуют различные типы надпечатки, а также известна одна марка с надпечаткой нового номинала. В 1904 году аналогичные надпечатки были сделаны на марках судебного сбора с изображением нового британского монарха Эдуарда VII.
Аналогичная надпечатка была сделана и на фискальных марках Британской Индии также с изображением королевы Виктории и первоначально выпущенных в 1869 году. Опять же, известны два разных типа надпечаток.
Фискальные марки Сомалиленда были изъяты из обращения в 1904 году после введения в обращение почтовых и гербовых марок двойного назначения.